# Heliconius octavia
Heliconius octavia är en fjärilsart som beskrevs av Bates 1866. Heliconius octavia ingår i släktet Heliconius och familjen praktfjärilar. Inga underarter finns listade i Catalogue of Life.